# Jille
Jille (Eigenschreibweise: JILLE; * 4. Januar 1987 in Saito, Präfektur Miyazaki, Japan) ist der Künstlername einer J-Pop-Sängerin mit Pop- und Electro-Einflüssen.
Sie begann ihre Karriere 2011, wo sie als Indie-Künstlerin zwei Singles unter dem Namen Tasha Gee (Eigenschreibweise: TASHA gee) veröffentlichte. Sie blieb erfolglos, bekam jedoch 2012 ihren ersten Plattenvertrag bei dem Sub-Label Universal J, der Plattenfirma Universal Music Japan, unter dem Künstlernamen Gille (Eigenschreibweise: GILLE), den sie 2016 in die Schreibweise mit J statt G umänderte.

## Leben und Werdegang
Seit ihrem sechsten Lebensjahr lernte Gille Englisch und gewann in ihrer Schulzeit mehrmals an Redewettbewerben. Dadurch gewann sie ein Stipendium an einer Universität in Los Angeles.
Ihre Debütsingle Will veröffentlichte sie am 18. Juli 2011 unter dem Künstlernamen Tasha Gee. Das Lied widmete sie ihrer Familie, die an der Maul- und Klauenseuche erkrankt war. Allerdings blieb die Single erfolglos und ihre zweite Single Hanabira / Hatsukoi Memory (jap. 花びら / 初恋メモリー), die sie am 30. Mai 2012 veröffentlichte, ebenfalls. Im selben Jahr veröffentlichte sie Download-Singles, welche Cover von japanischen Liedern sind, in englischer Sprache.
Nachdem sie 2012 auf YouTube entdeckt wurde, bekam sie ein Angebot der Plattenfirma Universal Music Japan, wegen ihrer kräftigen Stimme und ihrer flüssigen englischen Aussprache, und sie unterschrieb den Plattenvertrag. Für den Neustart änderte man ihren Künstlernamen in Gille um. Sie veröffentlichte weitere Cover-Lieder als Download, unter anderem Party Rock Anthem von LMFAO, welches ein Duett mit dem US-amerikanischen Sänger Steve Jay war. Da die Plattenfirma mit ihr einen internationalen Schritt wagen wollte, wurde am 16. Mai 2012 eine internationale Download-EP, Lead the Way, veröffentlicht. Allerdings blieb die EP nur ein geringer Erfolg und die Plattenfirma wollte einen neuen Weg einschlagen, vermarktete sie als unbekannt und so wurde auf ihrem ersten Coveralbum nicht ihr Gesicht gezeigt.
Das Coveralbum hieß I Am Gille., wurde am 18. Juli 2012 veröffentlicht und verfügt über englische Übersetzungen japanischer Lieder und international erfolgreiche englische Lieder. Unerwartet schoss das Album auf Platz 7 der Oricon-Charts in der ersten Verkaufswoche und verkaufte sich 18.004-mal. Das Album hielt sich 19 Wochen in den Charts und konnte sich in Japan mehr als 70.000-mal verkaufen.
Am 24. Oktober 2012 veröffentlichte sie außerdem ihre erste Single unter dem Namen Gille, welche Girls/Winter Dream hieß. Das Lied Girls ist ein Sample vom O-Zone-Hit Dragostea din tei und geht mehr in das Electro-Pop Genre. In einer Global Edition (englische Versionen der beiden Lieder) wurde die Single zwei Tage zuvor international, als Download, veröffentlicht. Am 30. Januar 2013 folgte ihre nächste Single unter dem Namen Try Again, hierzu gab es auf YouTube verschiedene Vorschauen (sogenannte Teaser) mit vielen verschiedenen japanischen Prominenten, die zum Thema der Single beigetragen haben. Das Thema war Stärke: Zu fallen und immer wieder aufzustehen.
Ihr erstes Studioalbum veröffentlichte sie am 6. März 2013 und nannte es Gillesound Vol.1. Das Album verfügt neben neuen Liedern über die unter Universal Music Japan erschienenen Single-Auskopplungen und eine Neuauflage ihres emotionalen Liedes Will. Schließlich erreichte das Album nur einen geringen Erfolg und man kündigte für den 4. September 2013 ihr zweites Coveralbum I Am Gille. 2 an.
Seit 2016 ist sie unter dem Künstlernamen Jille (Eigenschreibweise: JILLE) aktiv.

## Diskografie

### Alben
| Jahr | Titel                                           | Höchstplatzierung, Gesamtwochen, AuszeichnungChartsChartplatzierungen (Jahr, Titel, Platzierungen, Wochen, Auszeichnungen, Anmerkungen) | Anmerkungen                                                 |
| Jahr | Titel                                           | JP | Anmerkungen                                                 |
| ---- | ----------------------------------------------- | --- | ----------------------------------------------------------- |
| 2012 | Lead the Way                                    | — | Erstveröffentlichung: 16. Mai 2012                          |
| 2012 | I Am Gille.                                     | JP7 Gold · (22 Wo.)JP | Erstveröffentlichung: 18. Juli 2012 Verkäufe JP: 75.715     |
| 2013 | Gillesound Vol. 1                               | JP82 (2 Wo.)JP | Erstveröffentlichung: 6. März 2013 Verkäufe JP: 2.076       |
| 2013 | I Am Gille. 2                                   | JP24 (7 Wo.)JP | Erstveröffentlichung: 4. September 2013 Verkäufe JP: 10.420 |
| 2014 | I Am Gille. 3: 70’s&80’s J-Pop                  | JP37 (6 Wo.)JP | Erstveröffentlichung: 9. April 2014                         |
| 2014 | Treasures                                       | JP91 (1 Wo.)JP | Erstveröffentlichung: 13. August 2014 Verkäufe JP: 762      |
| 2015 | I Am Gille. 4: Anime Song Anthemes              | JP137 (1 Wo.)JP | Erstveröffentlichung: 4. März 2015                          |
| 2015 | The Best of "I Am Gille.": Amazing J-Pop Covers | JP80 (1 Wo.)JP | Erstveröffentlichung: 10. Juni 2015                         |
| 2016 | Real                                            | JP122 (1 Wo.)JP | Erstveröffentlichung: 2. März 2016 Verkäufe JP: 558         |
| 2019 | 31                                              | — | Erstveröffentlichung: 8. August 2020 als Jille              |

### Singles
| Jahr | Titel Album                                          | Höchstplatzierung, Gesamtwochen, AuszeichnungChartsChartplatzierungen (Jahr, Titel, Album, Platzierungen, Wochen, Auszeichnungen, Anmerkungen) | Anmerkungen                                               |
| Jahr | Titel Album                                          | JP | Anmerkungen                                               |
| ---- | ---------------------------------------------------- | --- | --------------------------------------------------------- |
| 2011 | Will –                                               | — | Erstveröffentlichung: 18. Juli 2011 als Tasha Gee         |
| 2012 | Hanabira / Hatsukoi Memory (花びら / 初恋メモリー) – | — | Erstveröffentlichung: 30. Mai 2012 als Tasha Gee          |
| 2012 | Girls / Winter Dream –                               | JP61 (2 Wo.)JP | Erstveröffentlichung: 24. Oktober 2012 Verkäufe JP: 1.614 |
| 2013 | Try Again –                                          | JP80 (2 Wo.)JP | Erstveröffentlichung: 30. Januar 2013 Verkäufe JP: 1.363  |
| 2013 | Hikari –                                             | JP177 (1 Wo.)JP | Erstveröffentlichung: 21. August 2013 Verkäufe JP: 387    |